# Кремпковиці
Кремпковиці (пол. Krępkowice, нім. Krampkewitz) — село в Польщі, у гміні Цевиці Лемборського повіту Поморського воєводства.
Населення — 127 осіб (2011).
У 1975-1998 роках село належало до Слупського воєводства.

## Демографія
Демографічна структура станом на 31 березня 2011 року:
|          | Загалом | Допрацездатний вік | Працездатний вік | Постпрацездатний вік |
| -------- | ------- | ------------------ | ---------------- | -------------------- |
| Чоловіки | 62      | 19                 | 38               | 5                    |
| Жінки    | 65      | 20                 | 35               | 10                   |
| Разом    | 127     | 39                 | 73               | 15                   |